# Olympische Sommerspiele 1912/Rudern – Vierer mit Steuermann (Dollengigs)
Die Ruderregatta im Vierer mit Steuermann mit dem Dollengig bei den Olympischen Sommerspielen 1912 wurde vom 17. bis 18. Juli in der Bucht Djurgårdsbrunnsviken ausgetragen.

## Ergebnisse

### Viertelfinale
17. Juli 1912

#### Lauf 1
| Rang | Nation   | Boot                | Athleten                                                                                   | Zeit       | Anm. |
| ---- | -------- | ------------------- | ------------------------------------------------------------------------------------------ | ---------- | ---- |
| 1    | Schweden | Roddklubben af 1912 | Ture Rosvall William Bruhn-Möller Conrad Brunkman Herman Dahlbäck Leo Wilkens (Steuermann) | 7:51,5 min | Q    |
| 2    | Norwegen | Kristiania Roklub   | Gunnar Grantz Olaf Solberg Gustav Hæhre Hannibal Fegth John Bjørnstad                      |            |      |

#### Lauf 2
| Rang | Nation   | Boot                   | Athleten                                                                         | Zeit       | Anm. |
| ---- | -------- | ---------------------- | -------------------------------------------------------------------------------- | ---------- | ---- |
| 1    | Dänemark | Nykjøbings paa Falster | Ejler Allert Jørgen Hansen Carl Møller Carl Pedersen Poul Hartmann (Steuermann)  | 7:52,0 min | Q    |
| 2    | Schweden | Göteborgs Roddförening | Tage Johnson Axel Johansson Axel Gabrielsson Charles Gabrielsson Wilhelm Brandes |            |      |

#### Lauf 3
| Rang | Nation     | Boot                        | Athleten                                                                                         | Zeit       | Anm. |
| ---- | ---------- | --------------------------- | ------------------------------------------------------------------------------------------------ | ---------- | ---- |
| 1    | Norwegen   | Ormsund Roklub              | Claus Høyer Reidar Holter Magnus Herseth Frithjof Olstad Olav Bjørnstad (Steuermann)             | 8:03,0 min | Q    |
| 2    | Frankreich | Société Nautique de Bayonne | Charles Garnier Alphonse Meignant Auguste Richard Gabriel Poix François Elichagaray (Steuermann) |            |      |

### Halbfinale
17. Juli 1912

#### Lauf 1
| Rang | Nation   | Boot                | Athleten                                                                                   | Zeit       | Anm. |
| ---- | -------- | ------------------- | ------------------------------------------------------------------------------------------ | ---------- | ---- |
| 1    | Schweden | Roddklubben af 1912 | Ture Rosvall William Bruhn-Möller Conrad Brunkman Herman Dahlbäck Leo Wilkens (Steuermann) | 7:39,2 min | Q    |
| 3    | Norwegen | Ormsund Roklub      | Claus Høyer Reidar Holter Magnus Herseth Frithjof Olstad Olav Bjørnstad (Steuermann)       |            |      |

#### Lauf 2
| Rang | Nation   | Boot                   | Athleten                                                                        | Zeit       | Anm. |
| ---- | -------- | ---------------------- | ------------------------------------------------------------------------------- | ---------- | ---- |
| 1    | Dänemark | Nykjøbings paa Falster | Ejler Allert Jørgen Hansen Carl Møller Carl Pedersen Poul Hartmann (Steuermann) | 7:59,5 min | Q    |

### Finale
18. Juli 1912
| Rang | Nation   | Boot                   | Athleten                                                                                   | Zeit       |
| ---- | -------- | ---------------------- | ------------------------------------------------------------------------------------------ | ---------- |
| 1    | Dänemark | Nykjøbings paa Falster | Ejler Allert Jørgen Hansen Carl Møller Carl Pedersen Poul Hartmann (Steuermann)            | 7:44,6 min |
| 2    | Schweden | Roddklubben af 1912    | Ture Rosvall William Bruhn-Möller Conrad Brunkman Herman Dahlbäck Leo Wilkens (Steuermann) | 7:56,9 min |